# (1766) Slipher
(1766) Slipher – planetoida z pasa głównego planetoid okrążająca Słońce w ciągu 4 lat i 207 dni w średniej odległości 2,75 au. Została odkryta 7 września 1962 roku w Goethe Link Observatory (w ramach programu Indiana Asteroid Program) w Brooklynie w stanie Indiana. Nazwa planetoidy pochodzi od dwóch braci, amerykańskich astronomów Vesto Melvina Sliphera (1875–1969) oraz Earla Charlesa Sliphera (1883–1964). Przed jej nadaniem planetoida nosiła oznaczenie tymczasowe (1766) 1962 RF.